# Bandy i Ukraina
Bandy i Ukraina är en sport under utveckling.

## Historia

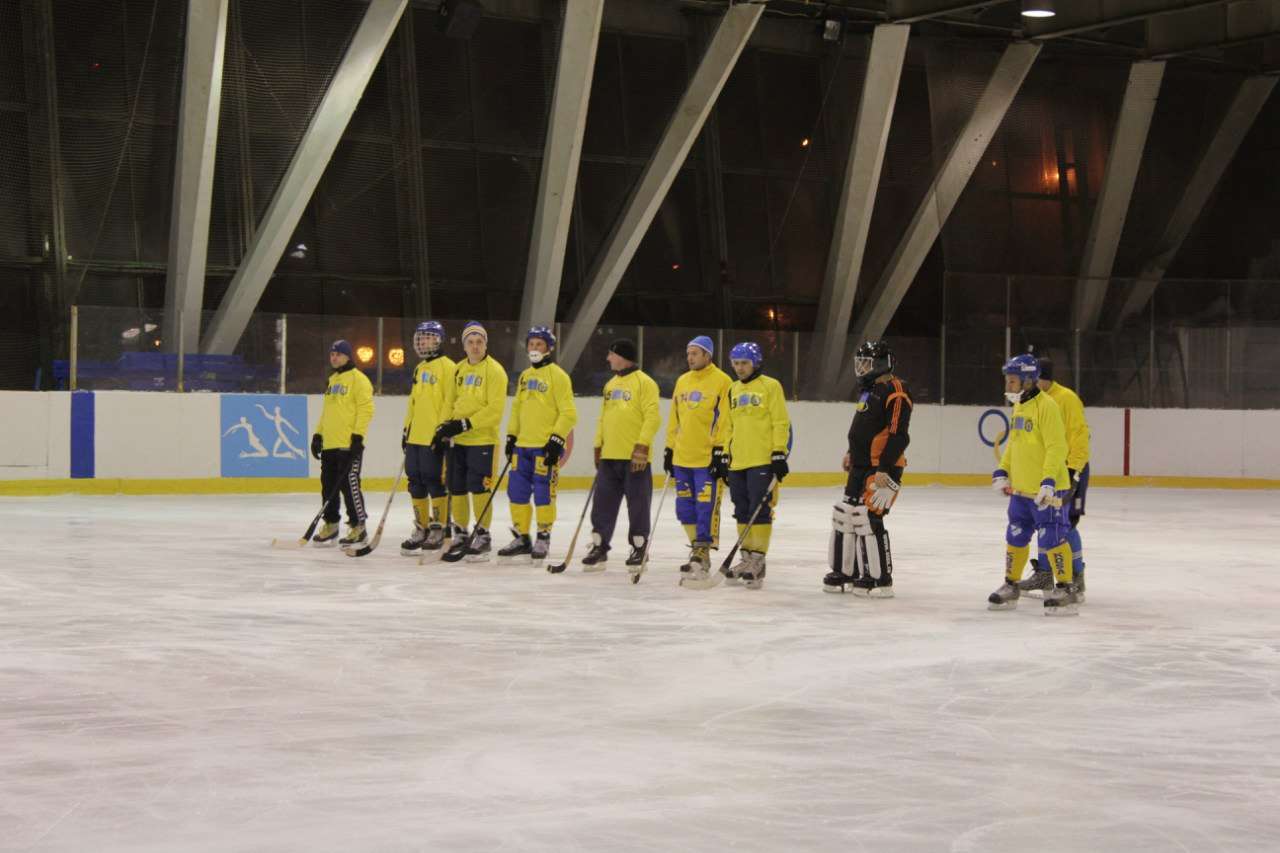
Avangard från Budy

Bandy spelades i Ukrainska SSR till och med 1980-talet, Avangard (som i modern tid har återuppstått) från byn Budy i Charkov oblast var ett av de lag som spelade i den Ukrainska ligan. När de sovjetiska mästerskapen i bandy avgjordes mellan 1950 och 1953 fanns det lag från Ukrainska SSR representerade. Det var Traktor (Charkov), Bolsjevik (Kiev), Lokomotiv (Dnjepropetrovsk) och Spartak (Dnjepropetrovsk). Det självständiga Ukraina blev 2008 medlemmar i det internationella bandyförbundet "Federation of International Bandy".

## Utveckling

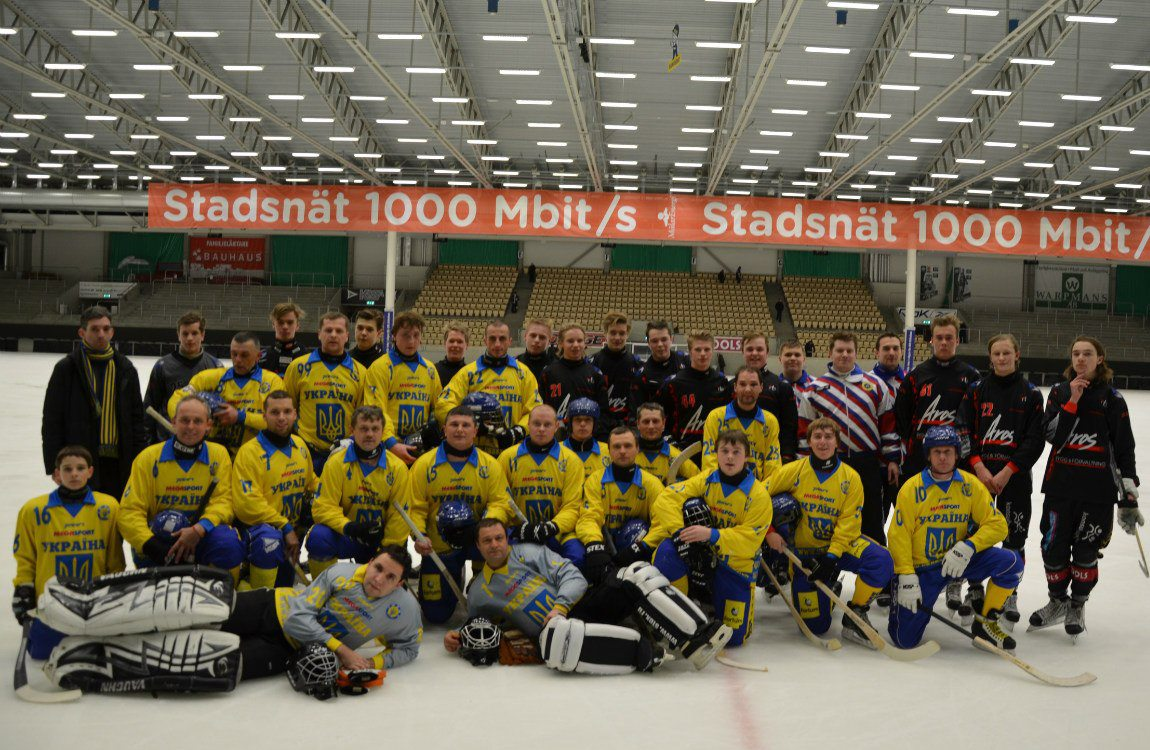
Landslaget och Tillberga i ABB Arena Syd

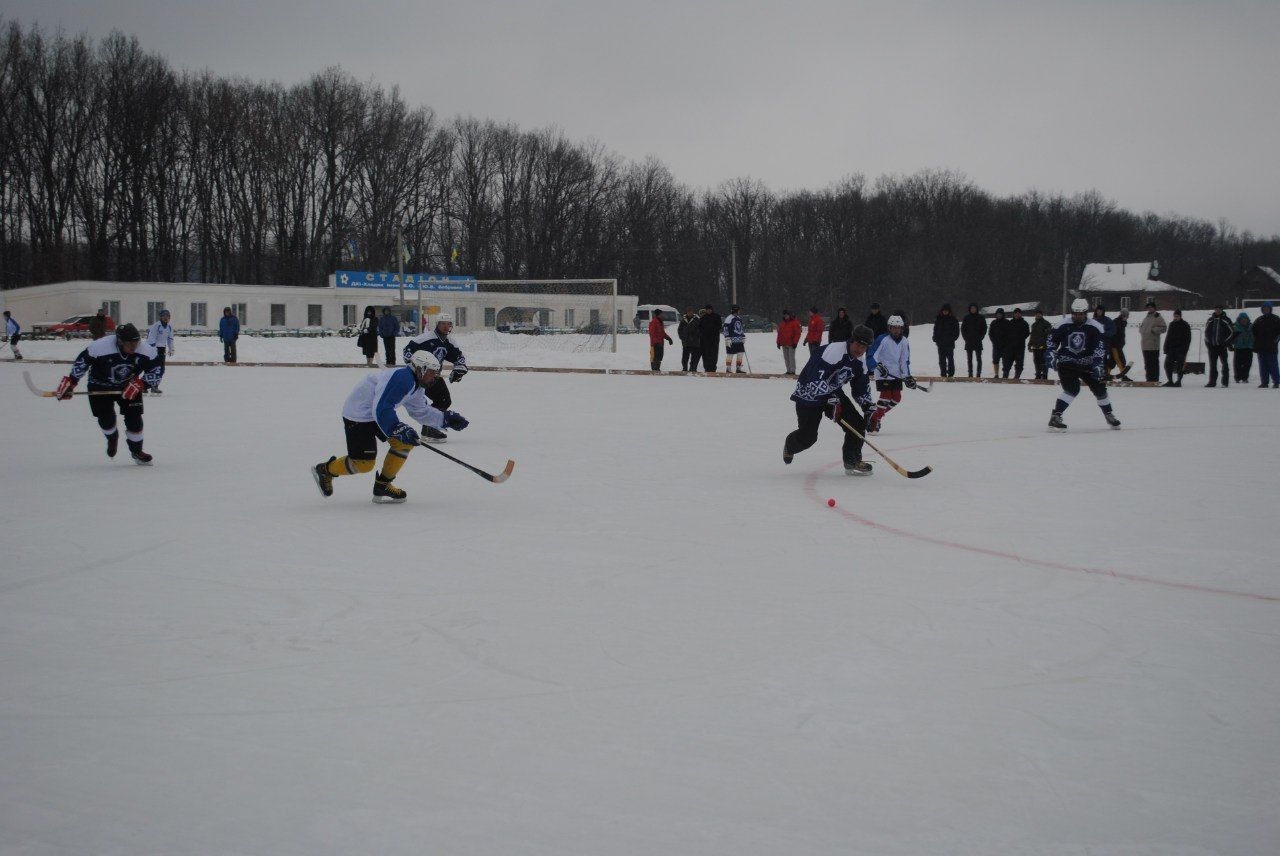
Första etappen av nationella mästerskapet säsongen 2014-15 i Budy

Hittills är det huvudsakligen fråga om rinkbandymatcher, mestadels i Dnipro. Man siktade på att genomföra ett första nationellt mästerskap på stor bana i Sievjerodonetsk säsongen 2010/2011.  På grund av ny politisk ledning i staden så spolades den tänkta banan inte upp. Istället genomfördes det första mästerskapet i februari 2012. Akvila har vunnit de första upplagorna av Dnipropetrovskregionens mästerskap i rinkbandy. De andra lagen som har deltagit minst en gång är  Salomon, Skif, Girnyk och Dnipro. Säsongen 2011-2012 deltar ett nytt lag, Pantery. Luganskregionens mästerskap 2010-2011 vanns av Trud före Velogonsjtjyk och DJuSSj-2. I vänskapsturneringen Krim Open 10-11/12 deltog, förutom vinnaren Dnipro, också Pingviny från Kertj och Grifony från Simferopol. Landslaget gjorde debut 5 maj i en vänskapsturnering mot ryska amatörklubblag i Krylatskoje Sport Complex. Det var dock fråga om åttamannalag på halv bana. 26-28 oktober 2012 tog man emot de svenska tränarna, som är en del av FIB Development Team, med sikte på VM-debut 2013, som också blev av. Man deltog även 2014, men bojkottade 2015 av politiska skäl. Ukraina är ett av få länder med ett ungdomslandslag. Första etappen av nationella mästerskapet säsongen 2014-15, spelades  på medelstor bana och med fullstora målburar (8x8) i Budy.